# Looshaus

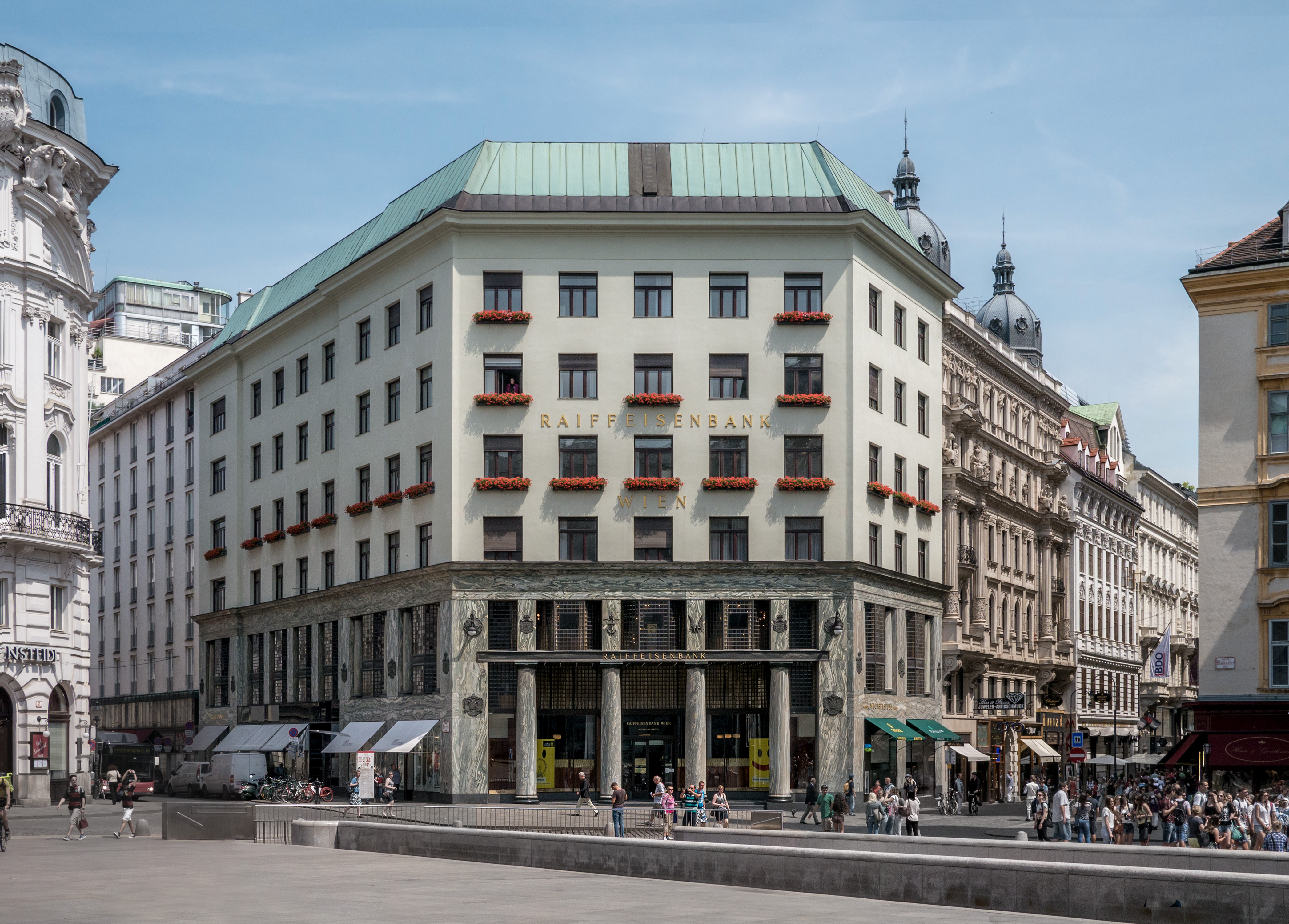
Het Looshaus aan de Michaelerplatz

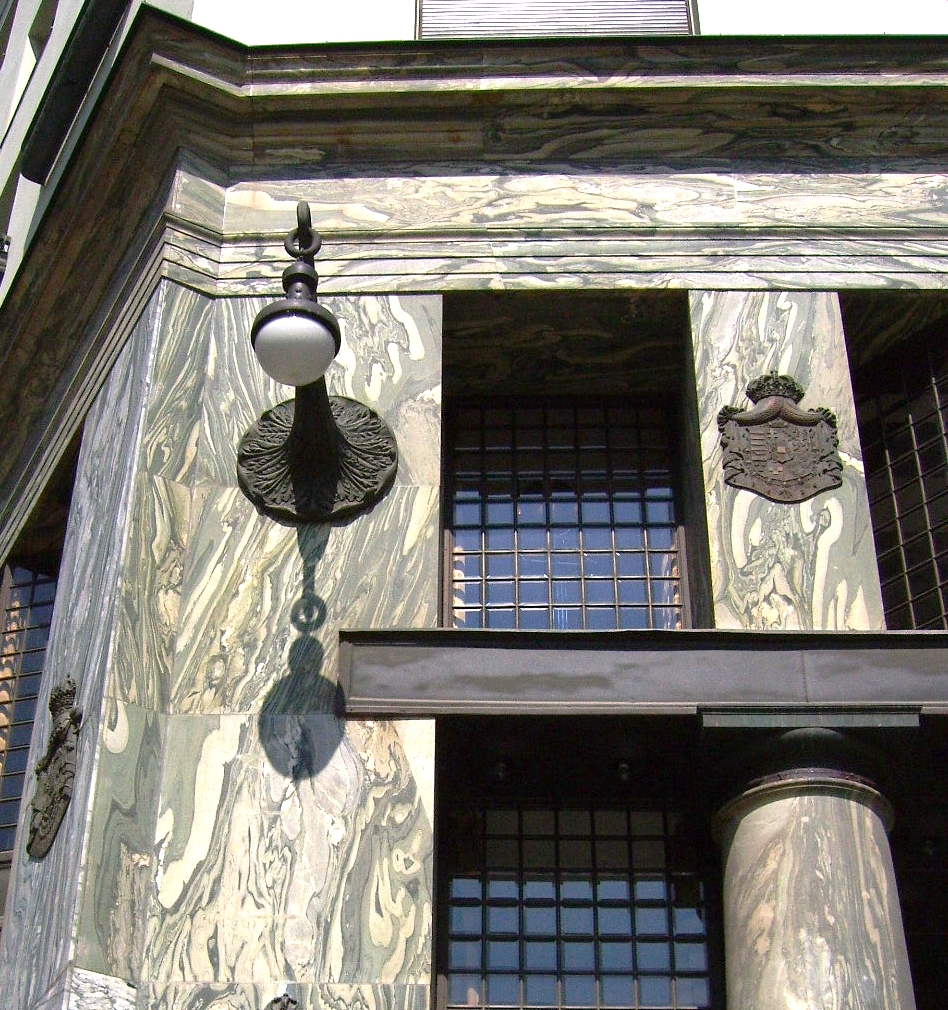
Detail van de gevel van het Looshaus

Het Looshaus is een beroemd gebouw in Wenen uit 1910. Het gebouw illustreert de afkeer van de modernisten voor het historisme en voor de ornamenten van de Wiener Secession. Het staat aan de Michaelerplatz tegenover de Michaelvleugel van de Hofburg.

## Geschiedenis
In 1909 gaf Leopold Goldman, na een architectuurwedstrijd waaruit geen winnend ontwerp naar voren was gekomen, de prestigieuze opdracht voor het bouwen van een pand voor de herenkledingzaak Goldman & Salatsch aan Adolf Loos. Hij ontwierp een voor die tijd zeer modern gebouw. De onderste twee winkelverdiepingen onderscheiden zich door de marmeren zuilen en gevelbekleding van de andere verdiepingen. De ramen op de hogere verdiepingen waren, in tegenstelling tot de ramen van de historiserende gebouwen van die tijd, niet omgeven met allerlei versieringen, waardoor ze al snel bekendstonden als Augenbrauenlos (wenkbrauwloos).
Aartshertog Frans Ferdinand, die dol was op rijkversierde bouwwerken met vele ornamenten, vond het Looshaus verschrikkelijk. Hij weigerde de Michaelertor van de Hofburg te gebruiken omdat die uitkwam op het plein voor het Looshaus.
Er bestaat een merkwaardige tekening van de Michaelerplatz uit 1911 of 1912, waarop de jeugdige kunstschilder A. Hitler het plein volledig weergeeft, op een gebouw na, de herenkledingzaak van Goldman & Salatsch. Het huis mocht van Hitler niet bestaan.
Het Looshaus werd in 1944 beschadigd door een bominslag in een naburig pand. In 1947 werd het een beschermd monument.

## Fotogalerij

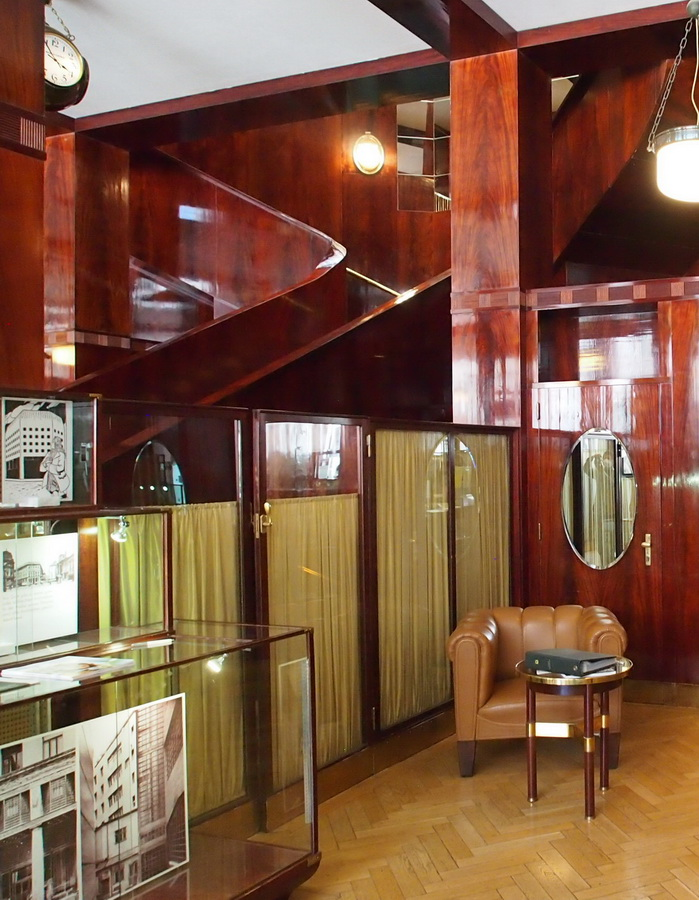
Looshaus, binnenaanzicht, begane grond, na renovatie in 1990
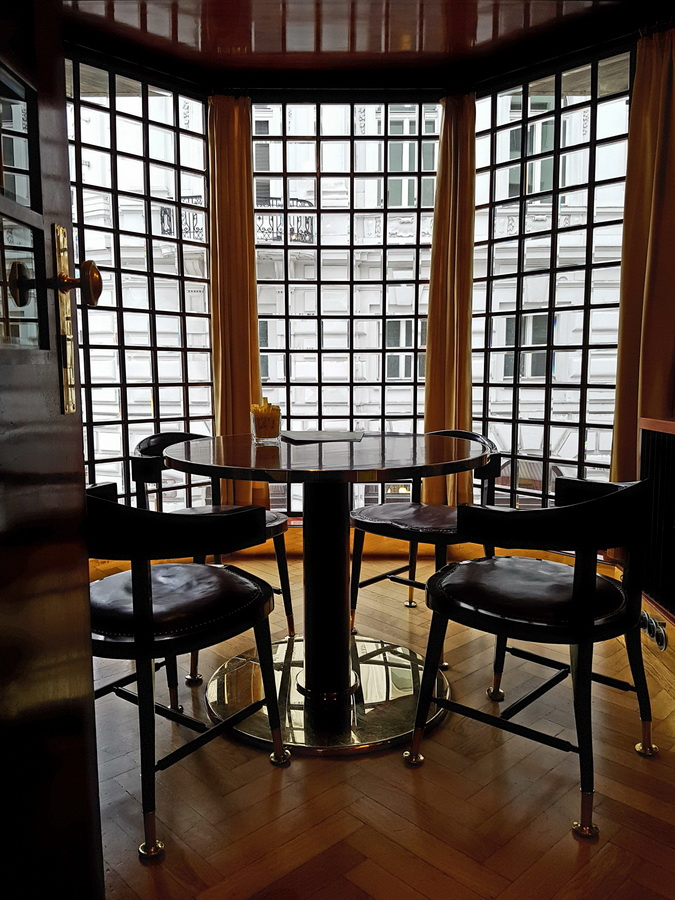
Looshaus, 1e verdieping, ontmoetingsruimte, na renovatie in 1990
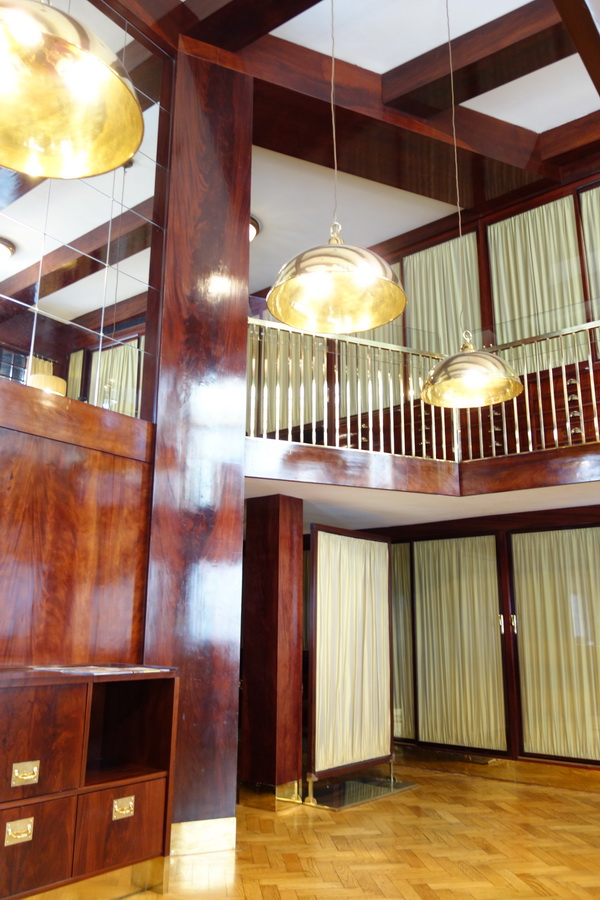
Looshaus, begane grond, 1e verdieping, na renovatie 1990
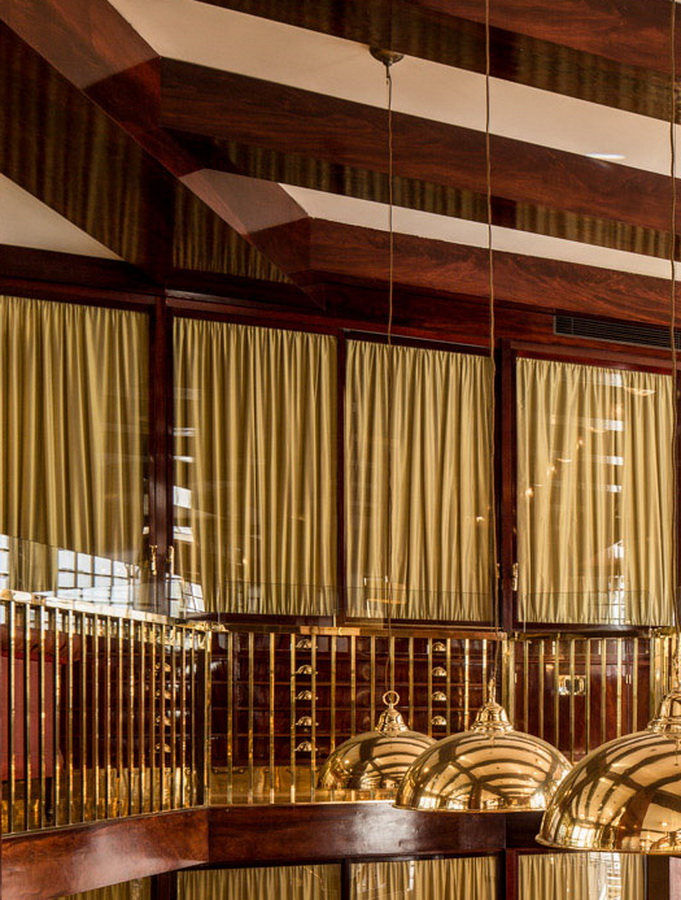
Looshaus, 1e verdieping, na renovatie 1990
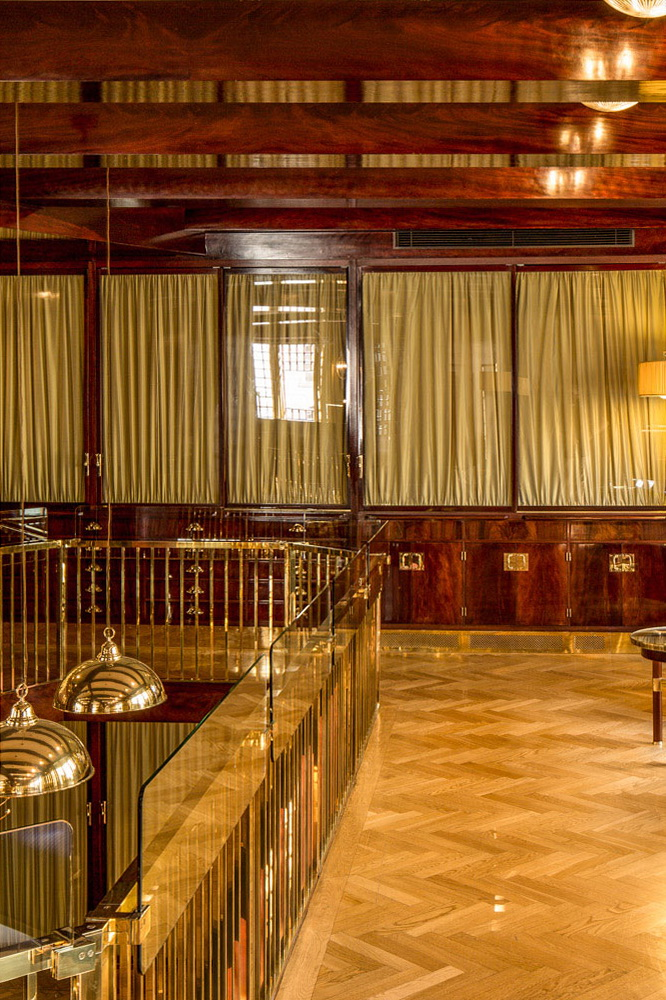
Looshaus, 1e verdieping, na renovatie 1990
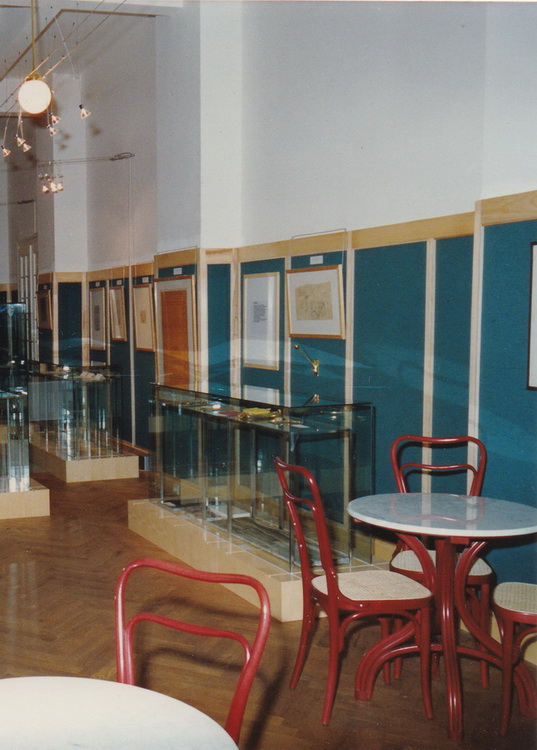
Looshaus, souterrain, na renovatie 1990